# Latrunculia citharistae
Latrunculia citharistae är en svampdjursart som beskrevs av Jean Vacelet 1969. Latrunculia citharistae ingår i släktet Latrunculia och familjen Latrunculiidae. Inga underarter finns listade i Catalogue of Life.